# Districte de Manjacaze
El Districte de Manjacaze Mandlacaze, Mandlakazi o Mandlha – inKaze és un districte de Moçambic, situat a la província de Gaza. Té una superfície 3.748 kilòmetres quadrats. En 2007 comptava amb una població de 168.969 habitants. Limita al nord amb el districte de Panda de la província d'Inhambane, a l'est amb el districte de Zavala, al sud amb l'oceà Índic, a sud-oest amb el districte de Xai-Xai i a l'oest pel districte de Chibuto.

## Divisió administrativa
El districte està dividit en set postos administrativos (Chalala, Chibonzane, Chidenguele, Macuacua, Manjacaze, Mazucane i Nguzene), compostos per les següents localitats:
- Posto Administrativo de Chalala:
  - Chalala
  - Mussengue
- Posto Administrativo de Chibonzane:
  - Chibonzane
  - Ponjuane
- Posto Administrativo de Chidenguele:
  - Betula
  - Chidenguele
  - Dengoine
- Posto Administrativo de Macuacua:
  - Chilatanhane
  - Macuacua
- Posto Administrativo de Manjacaze:
  - Vila de Manjacaze
- Posto Administrativo de Mazucane:
  - Chikavane
  - Cumbane
  - Mazucane
- Posto Administrativo de Nguzene:
  - Chicuangue
  - Mangundze
  - Nguzene